# Agoyo
En ciertas regiones de Guinea, se rendía la máxima veneración al fetiche Agoyo, especie de ídolo de buen agüero que se conservaba en la cabaña del brujo principal. Su forma era rarísima, casi inconcebible: una talla de unos cuarenta centímetros de altura, medio hombre y medio sapo, adornada con cintas rojas lo mismo que la vasija invertida que le servía de pedestal. En la cabeza llevaba un extraño tocado terminado en un dardo, constituido por un lagarto bajo una media luna, otro más pequeño y horizontal, un trozo de lanza, plumas, serpientes y más lagartos, todo esto se colocaba en una mesa con tres cuencos y dieciocho bolitas de barro.
Para consultar a este ídolo era preciso hacerle un sacrificio acompañado de un espléndido regalo al brujo mayor, que tenía la exclusiva de ese oráculo; si, al verter las bolitas varias veces en los cuencos, salía un número impar, la respuesta era afirmativa y, en caso contrario, negativa.